# Эрик Рыжий
Э́рик Ры́жий (950—1003), также известный как: Эйрик Рауда, Эйрик Рыжий, Эйрик Торвальдсон (др.-сканд. Eiríkr rauði Þorvaldsson) — скандинавский мореплаватель и первооткрыватель, основавший первое поселение в Гренландии. Прозвище «рыжий» получил за цвет волос и бороды. Отец Лейфа и Торвальда Эрикссонов, доколумбовых первооткрывателей Америки.

## Биография
Эрик родился в Норвегии, его отцом был Торвальд Асвальдсон. В правление короля Харальда Прекрасноволосого Торвальд вместе с семьёй был изгнан из Норвегии за убийство и поселился в Исландии.
Неприятности из-за буйного нрава продолжились и на новом месте. Около 980 года Эрик был приговорён к трёхлетнему изгнанию из Исландии за два убийства. В одном случае он убил соседа, который не желал вернуть взятую в долг лодку, в другом — отомстил за своих рабов, убитых другим викингом.
Исполняя приговор, Эрик решил отплыть на запад и добраться до земли, которую в ясную погоду можно увидеть с вершин гор западной Исландии. Она лежала на расстоянии 280 км от исландского берега; согласно сагам, раньше в 900-х годах туда плавал норвежец Гунбьёрн. Эрик отплыл на запад в 982 году вместе с семьёй, слугами и скотом. Плавучий лёд помешал ему высадиться на берег; он был вынужден обогнуть южную конечность острова и высадился в месте вблизи Юлианехоба (Какорток). На протяжении трёх лет своего изгнания Эрик не встретил на острове ни одного человека, хотя во время своих путешествий вдоль побережья он доходил до острова Диско, далеко на северо-запад от южной оконечности Гренландии.
По окончании срока своего изгнания Эрик Рыжий в 986 году вернулся в Исландию и начал убеждать местных жителей переселяться на новые земли. Он назвал остров Гренландией (норв. Grønland), которая дословно значит «Зелёная земля». Вокруг уместности этого названия до сих пор продолжаются споры. Одни учёные считают, что в те времена климат в этих местах благодаря средневековому климатическому оптимуму был мягким, и прибрежные районы юго-запада острова действительно были покрыты густой травянистой растительностью. Другие считают, что такое название было выбрано с «рекламной» целью — чтобы привлечь к острову больше поселенцев.
Согласно сагам, Эрик Рыжий отплыл из Исландии с 30 кораблями, из которых лишь 14 с 350 поселенцами добрались до Гренландии, и основал на острове первое европейское поселение Eystribyggd (Восточное поселение). Свидетельства саг подтверждаются результатами радиоуглеродного анализа археологических находок, которые были найдены на месте прежнего Братталида (теперь Кассиарсук), резиденции Эрика Рыжего вблизи современного Нарссарссуака, и датируются приблизительно 1000 годом.
Хотя сам Эрик ушёл на покой, его сыновья продолжили исследования. Примерно в 1000 году Лейф Эрикссон открыл землю, которую назвал Винланд — территорию современной Северной Америки. Другие сыновья Эрика, Торвальд и Торстейн, тоже совершали туда экспедиции.
Лейф Эрикссон также привёз из Норвегии священника, который крестил Гренландию. В отличие от своей жены и сыновей, Эрик так и не принял христианства и до конца жизни оставался язычником, а к христианству относился скептически.

## В массовой культуре

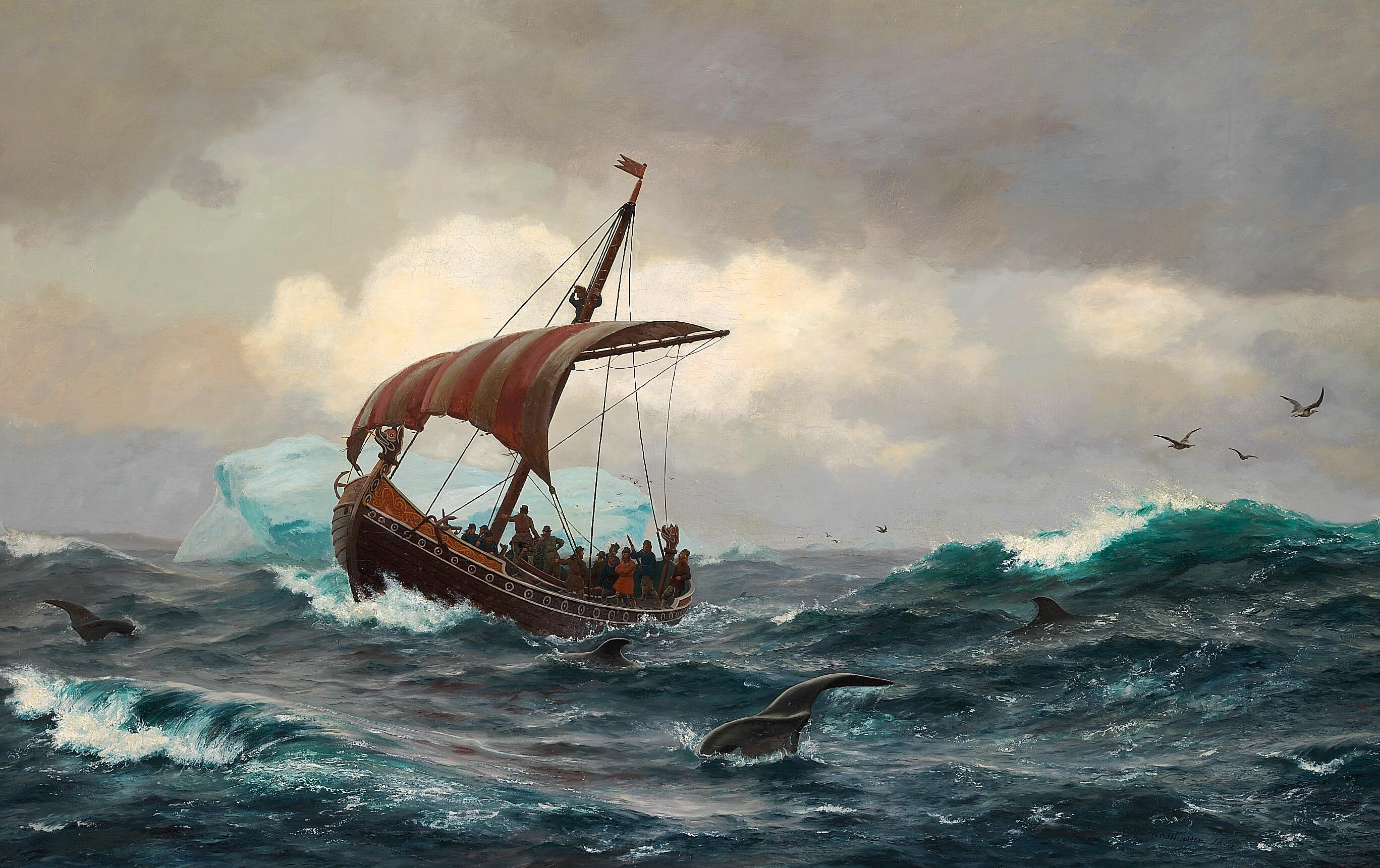
«Лето на побережье Гренландии около 1000 года»
Расмуссен, Карл (1874)

### В художественной литературе
- Эрик Рыжий — один из главных героев романа Кирстен Сивер (Kirsten A. Seaver) «Сага о Гудрид».
- Эрик Рыжий — персонаж книги Карла Клэнси «Сага о Лейве Счастливом, первооткрывателе Америки».

### В кинематографе

#### Художественное кино
- «Викинг» / «The Viking» (США; 1928) режиссёр Рой Уильям Нилл; в роли Эрика Рыжего — Андерс Рэндолф.

#### Документальное кино
- Тайны древности. Варвары. Часть 1. Викинги.